# Rheinsbergi atomerőmű

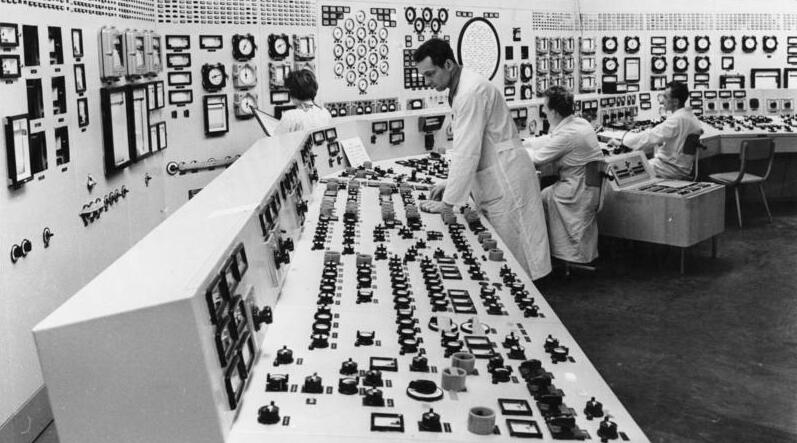
A vezérlőterem 1966-ban

A Rheinsberg város közelében, a Stechlinseé-n épült rheinsbergi atomerőműben működött a Német Demokratikus Köztársaság második nukleáris reaktora (a rossendorfi kutatóreaktor után). Az egy reaktorblokkos erőmű a szovjet elsőgenerációs atomreaktor demonstrációs modellje volt.

## A kezdetek
A tervezés már 1956-ban, az építkezés 1960 januárjában kezdődött el. Az első ún. kritikus reaktorállapot 1966. március 11-én állt be (a reaktorfedél akkor még nem volt rászerelve). A teljes technológiát üzemszerűen május 9-én indították be, a kereskedelmi energiatermelés október 11-én kezdődött.

## Üzemi adatai
Szabványos, szovjet VVER-210-típusú nyomottvizes reaktor működött benne. Bruttó teljesítménye 70 MWe volt, de ebből 8 MWe-ra a kisegítő rendszerek működtetéséhez volt szükség, így a nettó kimeneti teljesítmény 62 MWe volt. Amint az üzemeltetési tapasztalatok nőttek, bruttó teljesítményét felemelték 75, majd 80 MWe-ra. A hűtővizet a Nehmitzseé-ből vételezték ki, és egy speciális csatornán keresztül a Stechlinseé-be engedték vissza. Az erőmű összesen 130 000 órát működött.

## Leállítása
1986-ban, húszévnyi működés után felújítást végeztek rajta, hogy további hat évig működhessen. Németország újraegyesítése előtt, 1990-ben biztonsági problémák miatt mégis megtörtént az energiablokk ütemezett leállítása.
1995-re az erőművet korábban üzemeltető Energiewerke Nord GmbH felügyelete alatt leszerelték. A radioaktív anyagok egy ideiglenes tárolóba kerültek.
Az erőmű működése közben eltitkolt legsúlyosabb üzemzavar egy INES-2-es szintű esemény volt: az egyik hűtőköri cső szivárogni kezdett, de gyorsan kijavították. 2011-ben a Deutschlandradio Kultur készített egy rádiójátékot erről az eseményről. A „Rheinsberger Restlaufzeit” című, kitalált történetbe eredeti hangfelvételeket kevertek, amelyeken az atomerőmű egykori szóvivője rekonstruálja az eseményeket.

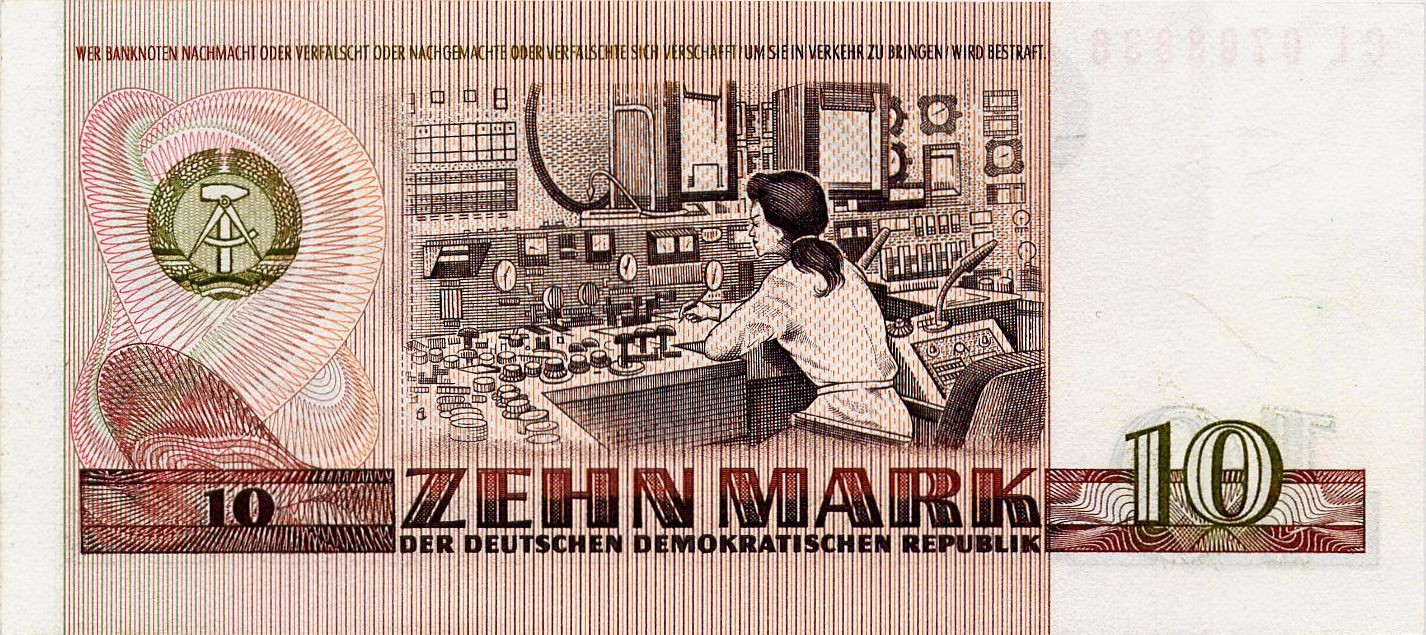
Reaktoroperátor-nő a tízmárkás bankjegy hátoldalán

A területet bevizsgálták a tekintetben, hogyan lehet „zöldebbé” tenni, hogy lebontása után ipari park lehessen a helyén.

## A kelet-német pénzen
Az 1971-es sorozatú kelet-német tízmárkás bankjegy hátoldalán egy, a Rheinsbergi atomerőmű vezérlőkonzoljánál dolgozó mérnöknő képe, az előlapon pedig a nők jogainak szószólója, Clara Zetkin volt látható.

## Lásd még
Atomerőművek az egykori Kelet-Németországban
- Stendali atomerőmű
- Greifswaldi atomerőmű

## Fordítás
Ez a szócikk részben vagy egészben  a   Rheinsberg Nuclear Power Plant című angol Wikipédia-szócikk ezen változatának fordításán alapul.  Az eredeti cikk szerkesztőit annak laptörténete sorolja fel. Ez a jelzés csupán a megfogalmazás eredetét és a szerzői jogokat jelzi, nem szolgál a cikkben szereplő információk forrásmegjelöléseként.